# Атаманчук Василь Іванович
Атаманчук Василь Іванович (* 13 березня 1901, село Сихів, Стрийський повіт — † 20 вересня 1962, м. Долина, Станіславська область) — вояк УГА, член Летючої бригади УВО. Почесний громадянин Долини.

## Життєпис

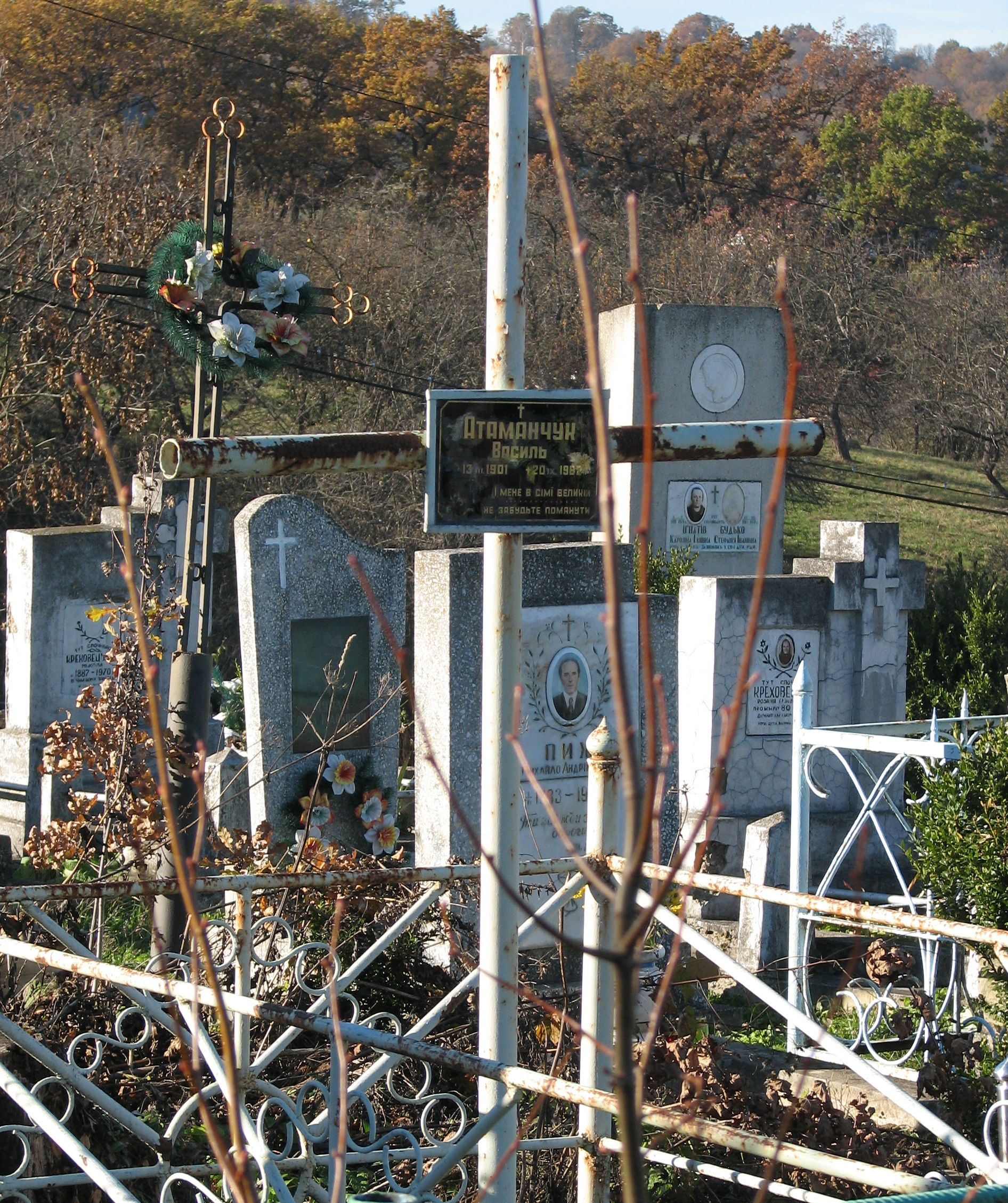
Могила Василя Атаманчука на Долинському цвинтарі

Народився 13 березня 1901 у селі Сихів (тепер Стрийський район Львівська область).
У 1914 році закінчив 4 класи Стрийської гімназії. Протягом 1916—1918 навчався у вчительській семінарії у Львові.
З кінця 1918 вояк УГА, помічник командира батареї. Учасник боїв у Львові та «Чортківської офензиви». Двічі втікав з польського полону.
Член УВО з часу створення організації. 7 жовтня 1922 арештований у справі Стрийської боївки УВО.

Зліва направо: Василь Атаманчук, Іван Вербицький, Михайло Вербицький, Ольга Вербицька, Юліан Головінський на процесі з приводу вбивства Собінського. Львів, січень 1928

Входив до «Летючої бригади» — спеціального підрозділу, створеного у складі групи спеціально підготовлених і законспірованих бойовиків для здобуття грошових коштів шляхом вчинення ексів (експропріаційних актів — нападів на державні установи із метою заволодіння коштами, які в умовах польської окупації вважалися українським національним здобутком і тому повинні бути повернені на благо української нації)..
Учасник нападу на Головну пошту у Львові.
На початку квітня 1927 заарештований поліцією при спробі перетину кордону до Чехо-Словаччини.
У березні 1928 помилково засуджений на резонансному на той час політичному процесі «Вбивць Собінського» або «Атаманчука-Вербицького» за вбивство шкільного куратора Собінського до смертної кари. (Дане вбивство здійснив Богдан Підгайний, спільно з Романом Шухевичем).
Найвищий Суд Польщі 19 жовтня 1928 року вирок скасував і призначив новий суд. Засуджений на 10 років, з яких відсидів 8,5. Вийшов на волю 25 липня 1935.
Одружився з уродженкою міста Долина Оленою Грицей і переїхав до дружини.
Відновив діяльність в ОУН, очолював Службу Безпеки в Долинському повітовому проводі. Повторно був ув'язнений польською владою на початку 1939.
15 вересня 1941 року заарештований Гестапо в Долині. Перебував кілька тижнів в ув'язненні в Тюрмі на Лонцького, згодом звільнений.
Після війни працював на керівних посадах у лісовій промисловості.
Помер 20 вересня 1962 року від інфаркту, спричиненого постійним тиском місцевого КДБ.
Похований на цвинтарі міста Долини.